# Gabriella Ferri
Gabriella Ferri (ur. 18 września 1942 w Rzymie, zm. 3 kwietnia 2004 w Corchiano) – włoska piosenkarka.
Rozpoczęła karierę w Mediolanie w 1963, od 1965 występowała w Rzymie. Jej dużą popularność kreowały przede wszystkim programy telewizyjne. Najbardziej znanym przebojem Ferri była piosenka Sempre. Śpiewała także piosenki neapolitańskie i latynoamerykańskie. Zmarła w tragicznych okolicznościach; wypadła z balkonu, rodzina zdecydowanie odrzuciła hipotezę mediów o próbie samobójczej.

## Dyskografia
- 1966 – Gabriella Ferri
- 1970 – Gabriella Ferri
- 1971 – ...Lassatece passà
- 1971 – ...E se fumarono a Zazà
- 1972 – L’amore è facile, non è difficile
- 1972 – Gabriella, i suoi amici...e tanto folk
- 1973 – Sempre
- 1974 – Remedios
- 1975 – Mazzabubù
- 1977 – ...E adesso andiamo a incominciare
- 1981 – Gabriella
- 1987 – Nostargia
- 1997 – Ritorno al futuro
- 2000 – Canti diVersi